# Mistrzostwa Europy w Zapasach 2006
61. Mistrzostwa Europy w zapasach odbywały się w 2006 roku w Moskwie (Rosja).

## Styl klasyczny

### Medaliści
| Konkurencja | Złoto                | Srebro             | Brąz                               |
| ----------- | -------------------- | ------------------ | ---------------------------------- |
| -55 kg      | Roman Amojan         | Wenelin Wenkow     | Rövşən Bayramov Claudiu Gavrilă    |
| -60 kg      | Karen Mynacakanian   | Dawit Bedinadze    | Fuad Əliyev Wiaczesław Dżaste      |
| -66 kg      | Tamás Lőrincz        | Siergiej Kowalenko | Şeref Eroğlu Ołeksandr Chwoszcz    |
| -74 kg      | Warteres Samurgaszew | Aleh Michałowicz   | Manuczar Kwirkwelia Mahmut Altay   |
| -84 kg      | Artur Michalkiewicz  | Denys Forow        | Mélonin Noumonvi Nazmi Avluca      |
| -96 kg      | Hamza Yerlikaya      | Mychajło Nikołajew | Marek Švec Jimmy Lidberg           |
| -120 kg     | İsmail Güzel         | Juha Ahokas        | Chasan Barojew Ołeksandr Czernecki |

### Tabela medalowa
| Lp. | Państwo     | Złoto | Srebro | Brąz |
| --- | ----------- | ----- | ------ | ---- |
| 1   | Armenia     | 2     | 1      | 0    |
| 2   | Turcja      | 2     | 0      | 3    |
| 3   | Rosja       | 1     | 1      | 2    |
| 4   | Węgry       | 1     | 0      | 0    |
| 4   | Polska      | 1     | 0      | 0    |
| 6   | Ukraina     | 0     | 1      | 2    |
| 7   | Gruzja      | 0     | 1      | 1    |
| 8   | Białoruś    | 0     | 1      | 0    |
| 8   | Bułgaria    | 0     | 1      | 0    |
| 8   | Finlandia   | 0     | 1      | 0    |
| 9   | Azerbejdżan | 0     | 0      | 2    |
| 10  | Rumunia     | 0     | 0      | 1    |
| 10  | Francja     | 0     | 0      | 1    |
| 10  | Czechy      | 0     | 0      | 1    |
| 10  | Szwecja     | 0     | 0      | 1    |

## Styl wolny

### Medaliści
| Konkurencja | Złoto                       | Srebro           | Brąz                                 |
| ----------- | --------------------------- | ---------------- | ------------------------------------ |
| -55 kg      | Ołeksandr Zacharuk          | Namiq Abdullayev | Amiran Karndanof Dżamał Otarsułtanow |
| -60 kg      | Mawlet Batirow              | Tevfik Odabaşı   | Anatolie Guidea Jewhenij Chawiłow    |
| -66 kg      | Machacz Murtazalijew        | Albiert Batyrow  | Serafim Byrzakow Vadim Guigolaev     |
| -74 kg      | Buwajsar Sajtijew           | Rusłan Kokajew   | Gábor Hatos Krystian Brzozowski      |
| -84 kg      | Adam Sajtijew               | Gökhan Yavaşer   | Wadim Łalijew Taras Dańko            |
| -96 kg      | Chadżymurat Gacałow         | Schamil Gitinow  | Giorgi Gogszelidze Stefan Kehrer     |
| -120 kg     | Kuramagomied Kuramagomiedow | Iwan Iszczenko   | Eldar Kurtanidze Rareș Chintoan      |

### Tabela medalowa
| Lp. | Państwo     | Złoto | Srebro | Brąz |
| --- | ----------- | ----- | ------ | ---- |
| 1   | Rosja       | 6     | 0      | 1    |
| 2   | Ukraina     | 1     | 1      | 2    |
| 3   | Armenia     | 0     | 2      | 1    |
| 4   | Turcja      | 0     | 2      | 0    |
| 5   | Białoruś    | 0     | 1      | 0    |
|     | Azerbejdżan | 0     | 1      | 0    |
| 7   | Bułgaria    | 0     | 0      | 2    |
|     | Gruzja      | 0     | 0      | 2    |
| 8   | Niemcy      | 0     | 0      | 1    |
|     | Rumunia     | 0     | 0      | 1    |
|     | Francja     | 0     | 0      | 1    |
|     | Węgry       | 0     | 0      | 1    |
|     | Grecja      | 0     | 0      | 1    |
|     | Polska      | 0     | 0      | 1    |

## Kobiety

### Medalistki
| Konkurencja | Złoto                 | Srebro               | Brąz                                      |
| ----------- | --------------------- | -------------------- | ----------------------------------------- |
| -48 kg      | Lilija Kaskarakowa    | Fani Psata           | Francine De Paola Cristina Croitoru       |
| -51 kg      | Vanessa Boubryemm     | Alexandra Engelhardt | Natalja Smirnowa Ołeksandra Kohut         |
| -55 kg      | Natalja Golc          | Ludmila Cristea      | Anna Gomis Johanna Mattsson               |
| -59 kg      | Lubow Wołosowa        | Stefanie Stüber      | Marianna Sastin Audrey Prieto-Bokhashvili |
| -63 kg      | Alona Kartaszowa      | Monika Michalik      | Nikola Hartmann-Dünser Agoro Papawasiliu  |
| -67 kg      | Jelena Pieriepielkina | Kristine Odrina      | Agnieszka Wieszczek Irina Tsyrkewicz      |
| -72 kg      | Stanka Złatewa        | Switłana Sajenko     | Anita Schätzle Karine Szadojan            |

### Tabela medalowa
| Lp. | Państwo  | Złoto | Srebro | Brąz |
| --- | -------- | ----- | ------ | ---- |
| 1   | Rosja    | 5     | 0      | 1    |
| 2   | Francja  | 1     | 0      | 2    |
| 3   | Bułgaria | 1     | 0      | 0    |
| 4   | Niemcy   | 0     | 2      | 1    |
| 5   | Grecja   | 0     | 1      | 1    |
|     | Ukraina  | 0     | 1      | 1    |
|     | Polska   | 0     | 1      | 1    |
| 8   | Łotwa    | 0     | 1      | 0    |
|     | Mołdawia | 0     | 1      | 0    |
| 10  | Białoruś | 0     | 0      | 1    |
|     | Rumunia  | 0     | 0      | 1    |
|     | Węgry    | 0     | 0      | 1    |
|     | Szwecja  | 0     | 0      | 1    |
|     | Armenia  | 0     | 0      | 1    |
|     | Włochy   | 0     | 0      | 1    |
|     | Austria  | 0     | 0      | 1    |